# Niven (restaurant)
Niven is een voormalig restaurant in de Nederlandse plaats Rijswijk (Zuid-Holland).

## Geschiedenis
Niven was een restaurant dat sinds de Michelingids 2010 een Michelinster bezat. In 2012 kende GaultMillau het restaurant 14 punten toe van maximaal 20, twee punten minder dan in 2011. In de gids voor 2013 heeft het restaurant 15 punten.
Het restaurant was lid van de Alliance Gastronomique. Het restaurant werd officieel geopend op 11 mei 2009, door de Rijswijkse burgemeester G.W. van der Wel-Markerink.
De chef-kok was Niven Kunz. Het restaurant was gevestigd in hetzelfde gebouw waar eerder Michelin-restaurant 't Ganzenest was gevestigd.
Niven was het eerste Michelin-restaurant in Nederland dat een overeenkomst sloot met kortingswebsite Groupon. Deze overeenkomst was zeer succesvol – het restaurant verkocht 3500 couverts in tien uur – en baande de weg voor andere Michelin-restaurants om in zee te gaan met Groupon.
In april 2020 sloot het restaurant zijn deuren permanent nadat het als gevolg van de COVID-19-crisis faillissement had aangevraagd.